# ATLAS-experimentet
| Large Hadron Collider                           | Large Hadron Collider                                                |
| ----------------------------------------------- | -------------------------------------------------------------------- |
| Acceleratorkedjan i Large Hadron Collider (LHC) |                                                                      |
| LHC-experiment                                  |                                                                      |
| ATLAS                                           | A Toroidal LHC ApparatuS                                             |
| CMS                                             | Compact Muon Solenoid                                                |
| LHCb                                            | LHC-beauty                                                           |
| ALICE                                           | A Large Ion Collider Experiment                                      |
| TOTEM                                           | Total Cross Section, Elastic Scattering and Diffraction Dissociation |
| LHCf                                            | LHC-forward                                                          |
| LHC:s föracceleratorer                          |                                                                      |
| p och Pb                                        | Linjära acceleratorer för protoner (Linac4) och bly (Linac 3)        |
| (omarkerad)                                     | Proton Synchrotron Booster                                           |
| PS                                              | Proton Synchrotron                                                   |
| SPS                                             | Super Proton Synchrotron                                             |

ATLAS (eng. A Toroidal LHC Apparatus - sv. En toroidformad LHC-maskin) är ett av experimenten vid partikelacceleratorn Large Hadron Collider (LHC) vid CERN på gränsen mellan Frankrike och Schweiz. Huvuduppgiften för ATLAS är att undersöka högenergikollisioner mellan elementarpartiklar och i dessa kollisioner försöka förbättra standardmodellen och försöka upptäcka nya fysikaliska fenomen. I juli 2012 tillkännagav ATLAS, tillsammans med CMS-experimentet, upptäckten av Higgsbosonen, en tidigare helt hypotetisk partikel.
Projektet hade under sina första 15 år Peter Jenni som talesperson och koordinator. Därefter Fabiola Gianotti från 2009 till 2013, David Charlton från 2013 till 2017 och Karl Jakobs från 2017. 

## Bakgrund
ATLAS-gruppen uppkom som ett samarbete mellan två projektgrupper, EAGLE och ASCOT, efter en vetenskaplig workshop i mars 1992. Båda hade utvecklat en detektorprototyp till den planerade LHC i CERN, baserat på ett toroidmagnetsystem. Det var först i början av 1996 som projektet sattes igång. Finansiärer av projektet är statliga myndigheter för varje land, som bidrog och fick delta i projektet.

## ATLAS-detektorn
ATLAS-detektorn består av tre huvuddelar: inre detektorn, kalorimetrarna och myonspektrometern. Varje del är konstruerad med hänsyn till faktorer som resistens mot höga partikelflöden, strålning, snabb utläsning och elektronik som har snabb datahantering. Förutom de tre huvudkomponenterna tillkommer triggersystemet och magnetsystemet.  

Datorgenererad bild över alla ATLAS huvuddelar.
(1) Monitored Drift Tube
(2) Cathode Strip Chamber
(3) Toroidmagnet - förslutningsdel
(4) Toroidmagnet - Cylinderdel
(5) Transitionsstrålningsdetektorn
(6) Halvledarspåraren
(7) Pixeldetektor
(8) Elektromagnetisk kalorimeter
(9) Hadronkalorimeter

### Inre detektorn
Den inre detektorn används för att mäta rörelsemängden och bestämma hur en partikel färdas i detektorn. Den har en ytterradie på 1,15 meter, är 7 meter lång och är uppbyggd av tre huvudkomponenter. 
Partiklarna som passerar detektorn skapar ett spår av utläsningspunkter i detektorn. När man lägger ett magnetfält över en laddad partikel kommer den att kröka sig. Krökningsradien som spåret får kommer att bero på rörelsemängden, och vilket håll spåret böjer sig av mot ger laddningen för partikeln. Från partikelspåret går det att beräkna rörelsemängden och laddningen på partikeln. Magnetfältet kommer från en solenoidmagnet som innesluter den inre detektorn. Den har en fältstyrka på 2 T  och väger 5,7 ton.  . 
De tre huvudkomponenterna i detektorn är: pixeldetektorn, halvledarspåraren och övergångsstrålningsdetektorn. Pixel- och halvledarspåraren är båda halvledardetektorer och fungerar i stora drag på samma sätt, men pixeldetektorn har högre upplösning, medan halvledarspåraren används som komplement till pixeldetektorn.

#### Pixeldetektor
Pixeldetektorn är den innersta delen av den inre detektorn. Dess uppgift är att med hög upplösning mäta positionen för partiklar som passerar genom den, för att med god precision kunna bestämma spåret, samt kunna göra mätningar på kortlivade partiklar, t.ex. B-mesoner, genom att kunna identifiera sönderfallsvertex. Pixeldetektorn bygger på halvledarteknik som använder sig av en segmentering av n- och p-dopningen i så kallade pixlar. Varje pixel är kopplad till en förstärkare som gör det möjligt att läsa ut information från varje pixel separat. Varje pixelmodul är 62,4 mm lång och 24,1 mm bred. En modul innehåller 47 232 pixlar med 46 080 utläsningspunkter. Varje pixel har en längd på 400 µm och bredd på 50 µm.

#### Halvledarspårare
Halvledarspårarens uppgift är att bidra till mätningen av rörelsemängden och kollisionsparametrarna. Konstruktionen av detektorn bygger på pn-övergångteknik och fungerar som en backspänd diod. Utläsning sker vid n-dopningen. Detektorn består av flera moduler som pixeldetektorn. Varje modul är 6,40 cm lång och 6,36 cm bred och avståndet mellan utläsningspunkterna på detektorn är 80 µm. Totalt är det 780 utläsningspunkter från en modul.

#### Övergångsstrålningsdetektorn
Övergångsstrålningsdetektorn kallas för TRT (Transition Radiation Tracker) och är den yttersta delen av den inre detektorn. Det är en form av gasfylld detektor.  Det finurliga med denna typ av detektor är att inkommande partiklar kan skapa fotoner när de passerar höljet av detektorn. Dessa övergångsfotoner (transition radiation) skapas endast då elektroner passerar höljet vilket beror på höljets dielektriska egenskaper. 
De består av tunna långa cylindriska rör med 4 mm diameter. I ATLAS cylinder-del finns det 50 000 rör som är vardera 144 cm, och för förslutningsdelen finns 250 000 stycken rör som är 39 cm vardera. Materialen som höljet är byggt av är valda för att producera övergångsfotoner samtidigt som de skall klara påfrestningen av de höga partikelflödena.
Övergångsstrålning skapas när en partikel korsar regionen mellan material med olika dielektriska konstanter. De fotoner som skapas på detta sätt kallas för övergångsfotoner. De kan sedan genom parbildning ge upphov till ytterligare elektroner i detektorn. De skapade elektronerna från övergångsfotonen färdas väldigt nära den inkommande partikeln. Den skapar tillsammans med jonisationen från den ursprungliga partikel större avtryck i detektorn än vad den ensamt inkommande partikeln skulle gjort. Det blir helt enkelt ett större utslag i detektorn. Tröskelvärdet är för TRT:n i ATLAS satt så att endast elektroner skapar övergångsfotoner. Detta är det enda sätt som ATLAS-detektorn detekterar en partikel direkt, utan att beräkna partikelns massa.

### Kalorimetersystemet
Huvuduppgiften för kalorimetersystemet är att mäta energin för partiklarna skapade från pp-kollisionerna. Detta görs genom en förstörande mätning, det vill säga, partikeln förstörs när den interagerar med detektormaterialet och den avsatta energin kan mätas. ATLAS-detektorn är byggd för att vara hermetisk. Med hermetisk menas att detektorn täcker hela rumsliga delen utan några "hål", d.v.s. att alla partiklar som skapas avsätter en del av sin energi i detektorn. Endast myoner och neutriner kan passera utan att detekteras i kalorimetern, vilket beror på att de har lång interaktionslängd. När de högenergetiska partiklarna interagerar med absorbatormaterialet i kalorimetersystemet kommer fler partiklar att skapas. Detta ger upphov till effekten som kallas partikelskur (particle shower). Partikelskur skall inte tas synonymt med en "jet" eftersom en jet uppstår p.g.a instägning/confinement.

#### Elektromagnetisk kalorimetri

Schematisk bild av hur en högenergetisk foton bildar en skur i en detektor. Fotonen parbildas och skapar en elektron och positron, som ger ut fler fotoner och som i sin tur kan parbildas. Detta stannar av då bromsstrålningen inte har energin som krävs för parbildning.

Den elektromagnetiska kalorimetern har som uppgift att mäta energin från elektroner och fotoner från en händelse. Tekniken som används i ATLAS är flytande argonkammare. De inkommande partiklarna joniserar argonet och de frigjorda elektronerna kan utläsas på en katod på kammarväggen. Denna detektortyp används också i hadronkalorimetri i förslutningsdelarna.
Den cylindriska delen av em-kalorimetern är 6,4 m lång och 53 cm tjock. Förslutningsdelarna har en radie på 2,09 m och en tjocklek på 53,2 cm. Det flytande argonet hålls på en temperatur av –183°C.
Konstruktionstypen som används för kalorimetern är en så kallad dragspelsstruktur. Absorbatormaterialet och det aktiva materialet är veckade och liknar mönstret av ett dragspel, därav namnet. Dragspelsstrukturen har fördelen att den inte har några områden som en partikel kan smita förbi utan att bli observerad, vilket är viktigt för hermetiska detektorer såsom ATLAS.

##### Vad mäter elektromagnetiska detektorn?
Den elektromagnetiska detektorn gör mätningar på de partiklar som interagerar elektromagnetiskt d.v.s laddade partiklar(elektroner) och ljus(fotoner). När partiklarna interagerar med detektormaterialet uppstår en skur, för elektromagnetiska delen beror detta på bromsstrålning och parbildning. Större partiklar som hadroner kommer inte avsätta energi i elektromagnetiska kalorimetern. Detta beror på deras massa, ju större massa desto mindre avsatt energi genom bromsstrålning.

#### Hadronkalorimetri
Hadronkalorimetrin är uppdelad i tre områden i detektorn. Cylinderdelen, kallad "tile" (från engelskan), en flytande argon detektor på vardera sida om detektorn som "försluter" cylindern, och en flytande-argon-detektor i den så kallade "framåt"-regionen. Med framåt menas att den ligger väldigt nära strålen som matar detektorn med protoner som ska kollideras.
Tile-kalorimetern består av det aktiva materialet i scintillatorplattor och absorbatormaterialet är av järn. Tile är uppbyggd av omväxlande absorbatormaterial och scintillatorplattor i olika lager, totalt 64 lager och varje lager har en längd på 5,6 m. Den har en total vikt på 20 ton.
Joniserande partiklar som skapas när inkommande partiklar kolliderar med absorbatormaterialet kan excitera det aktiva materialet i scintillatorn. När det aktiva materialet de-exciteras skickas en foton ut och det är fotonen som innehåller information om partikeln som detektorn sedan kan läsa ut. En högenergetisk partikel ger ett större avtryck i detektorn, vilket innebär att fler fotoner skapas.
För att läsa ut information från kalorimetern används fotomultiplikatorer som är belägna utanför själva detektorn. Fotomultiplikatorer är känsliga för externa magnetfält och därför måste fältlinjerna från solenoid- och toroidmagneterna slutas för att inte störa fotomultiplikatorn. Absorbatormaterialet i tile är järn vilket drar till sig magnetfältlinjer från magnetsystemet som därmed inte stör fotomultiplikatorn.
Flytande argon-detektorna i framåtregionen fungerar likt den elektromagnetiska detektorn. Hadronskurar har dock en bredare form och längre interaktionslängd, partiklarna är även mer kollimerade i den regionen, så detektormaterialet och strukturen måste anpassas för de omständigheterna. För få en smalare och kortare skur används andra absorbatormaterial, wolfram i framåtregionen och gapet för det flytande argonet är mindre, detta för att minska risken att joner byggs upp i argonet, vilket kan få strömmar att gå och förstöra mätningarna.

### Myonspektrometer
Myonsystemet består av två primära detektorer samt två triggerdetektorer. De primära detektorerna kallas Monitored Drift Tubes (MDT) och  Cathode Strip Chamber (CSC). Båda är en form av gasfylld detektor. För att kröka myonens bana för att kunna mäta rörelsemängden används en toroidmagnet med luftkärna, vilket ger en bättre precision för mätningar på myoner med låg rörelsemängd.
En MDT är gasfylld detektor och är uppbyggd av sex rader av detektorer, tre på vardera sida av en konstruktionsram. Pulstiden kan vara väldigt långa (700 nanosekunder) vilket gör MDT mindre lämpade för områden med högre partikelflöden och för att ta fram information som triggern ska sålla ut. Vid höga pulstider kan information från två händelser överlagras om partikelflödena är för stora, alltså kan signaler från två partiklar se ut som en partikel, vilket skulle göra det svårt att tolka informationen från detektorn. Därför används en CSC i områden med höga partikelflöden.
CSC är gasfyllda detektorer med flera utläsningstrådar. Det speciella med CSC jämfört med liknande detektorer är att utläsningskatoderna är indelade i strimmor ortogonala mot varandra. Detta för att också kunna utläsa koordinaten längs med hadronstrålen.
Triggerprocessen är en viktig del då olika händelser vaskas fram och för den är det viktigt att få information snabbt. MDT och CSC har inte tillräckligt snabb utläsningstid för detta. Därför används separata triggerdetektorer till MDT och CSC.
I områden som täcks av MDT används en gasfylld triggerdetektor med parallella katod- och anodplan. Avståndet mellan planen är väldigt litet och ger upphov till snabba lavinformationer, vilket ger snabba utläsningar. Två triggerdetektorer är placerade "framför" och "bakom" (sett radiellt utåt från detektorn) MDT detektorn om triggerdetektorn bakom ger ett utslag letar systemet om triggerdetektorn framför också gett utslag, om inte så förkastat händelsen. På detta sätt sållas slumpmässiga händelser som träffar myondetektorn bort.
I områden där CSC används, är trigger detektorn en Thin-Gap Chamber (TGC). Den är lik CSC men har som uppgift att få fram snabba signaler, vilken görs genom att ha kort avstånd mellan anod- och katodplanen samt att den arbetar på väldigt hög spänning upp till 2 900 V. Den höga spänningen gör att det elektriska fältet blir högt. Därmed blir drifthastigheten hög, vilket leder till korta pulser.

## Triggersystemet
Triggersystemet används till att processera och plocka ut de "intressanta" händelserna vid en körning av LHC. En händelse menas en kollision av två protoner. Det sker c:a 200 miljoner händelser per sekund i ATLAS-detektorn under en körning, de flesta händelser är dock "ointressanta" för ATLAS mål och att spara alla händelser skulle kräva enorm lagringskapacitet därmed öka kostnaden.
Triggersystemet består av tre olika nivåer som sållar ut informationen. De kallas för Level 1 (L1), level 2 (L2) och level 3 (L3). Triggersystemet använder information från detektorerna och förprogrammerade algoritmer för att leta rätt på händelser.
| Triggernivå | Inkommande data (händelse/s) | Utgående data (händelse/s) | Reduceringsfaktor |
| ----------- | ---------------------------- | -------------------------- | ----------------- |
| L1          | 40 000 000                   | 100 000                    | 400               |
| L2          | 100 000                      | 3 000                      | 30                |
| L3          | 3 000                        | 200                        | 15                |

L1 använder sig av den Centrala triggerprocessorn (CTP) när de söker efter händelser som skall skickas vidare till L2. Informationen som L1 använder kommer från kalorimetersystemet och från triggerdetektorerna i myonspektrometern. CTP:n är förprogrammerad att släppa förbi händelser som överstiger förbestämda tröskelvärden, maximalt kan 256 sådana förprogrammeringar användas.
Det som L1 skickar till L2 är information om vilka områden L2 ska göra en noggrannare analys av, från de områdena tar L2 ut mer högupplöst information för analys. Den plockar även information från den inre detektorn som L1 inte använder sig av. 
Genom att stegvis matcha informationen från de intressanta områdena som L1 pekat ut, mot fysiklaliska processer så som: jonisationsspår, skurar eller annat, så kan en händelse tidigt förkastas om en händelsen inte överensstämmer med en fyskaliskt "intressant" process, en händelse som inte matchar kan är oftast en "ointressant" händelse men kan även vara slumpmässigt brus. Detta sätt att analysera data på sparar på processorkraften.
L3 analyserar datan med samma princip som L2 gör men L3 använder all information och inte bara från de intressanta områdena. Den flaggar också den händelser som ska sparas, så att noggrannare analys kan göras.

## Kalibrering
Kalibrering är en viktig del för alla experiment och är en förutsättning för att resultatet ska ha hög noggrannhet. Varje grupp som har haft ansvaret att bygga detektordelar i ATLAS har var för sig kalibrerat varje del innan de monteras ihop. Kalibrering görs genom att skicka en teststråle med känd energi och se utslaget i detektorn. Men varje kvast/jet är unik, därför måste varje kvast kalibreras separat vilket görs genom olika algorimter.

## Resultat från ATLAS
ATLAS projektet har resulterat i flera hundra publikationer och vetenskapliga texter, inte alla är banbrytande artiklar som fått stor uppmärksamhet som till exempel deras största resultat hittills som är upptäckten och bekräftandet av Higgsboson.

### Higgsboson
Det var framförallt genom två olika sönderfall som higgs partikel kunde observeras. Ett var söndefallet av Higgsbosonen direkt till två fotoner {\displaystyle H\rightarrow \gamma +\gamma } och det andra sönderfallet var från Higgs till två Z bosoner som sedan sönderfall till fyra leptoner {\displaystyle H\rightarrow Z+Z\rightarrow 4l}. Båda sönderfallen visade att moderpartikel som sönderfallit hade en massa på kring 126,5 GeV, vilket innebar att det var en ny partikel och det såg ut att vara Higgsbosonen. Vilket sedan har bekräftats. Upptäckten ledde sedan till att teoretikerna bakom teorin kring higgsbosonen fick nobelpriset i fysik 2013.

### Toppkvarken
Toppkvarken är en intressant partikel för många fysiker framförallt p.g.a sin höga massa runt 170 GeV vilket är runt 40 gånger så stort som den näst tyngsta bottkvarken. Toppkvarken är så pass tung att dess livslängd blir väldigt litet runt {\displaystyle 10^{-25}s}, vilket inte ger den tid att hadronisera d.v.s binda sig vid andra kvarkar. Att den är så pass extrem partikel har gjort den en måltavla för att testa standardmodellen. I ATLAS har inga motstridiga bevis hittats utan de har gjort förfinade resultat av Toppkvarkens massa och andra egenskaper.
Förutom Higgs och toppkvarken, görs experiment på supersymmetri, Standardmodellen, Bottkvarken, exotiska fenomen t.ex. sökandet efter kortlivade svarta hål, bland annat.

## Galleri

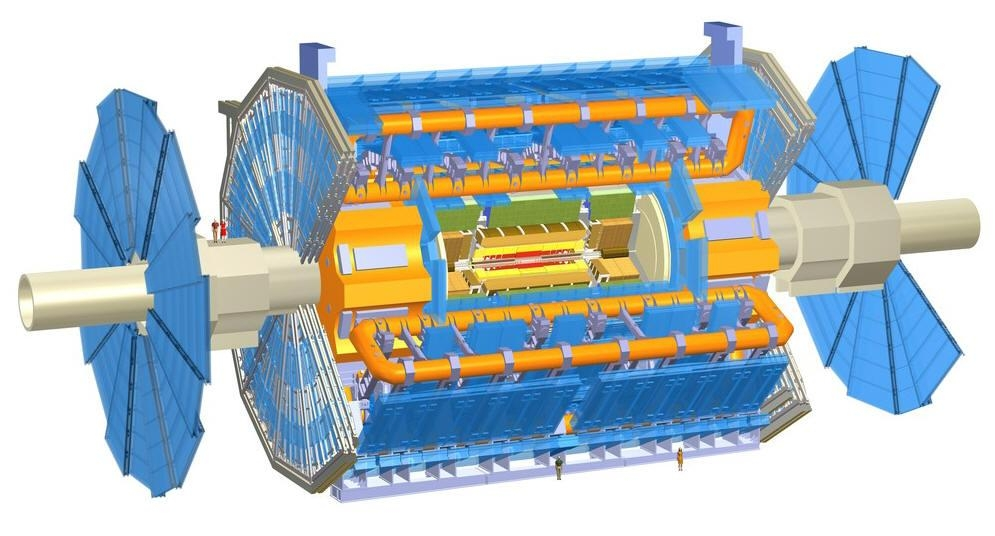
Ritning över ATLAS
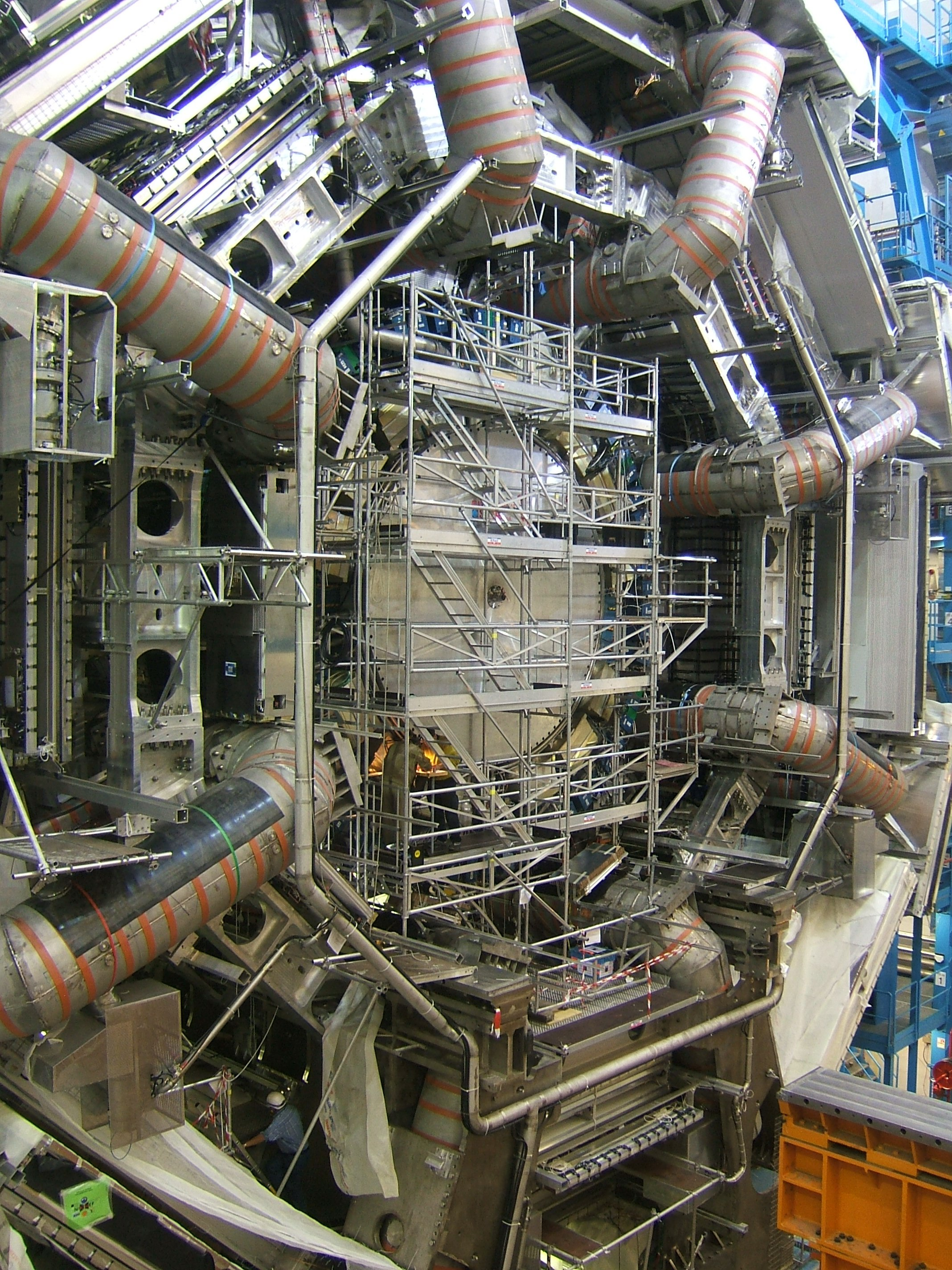
ATLAS under konstruktion i november 2006.
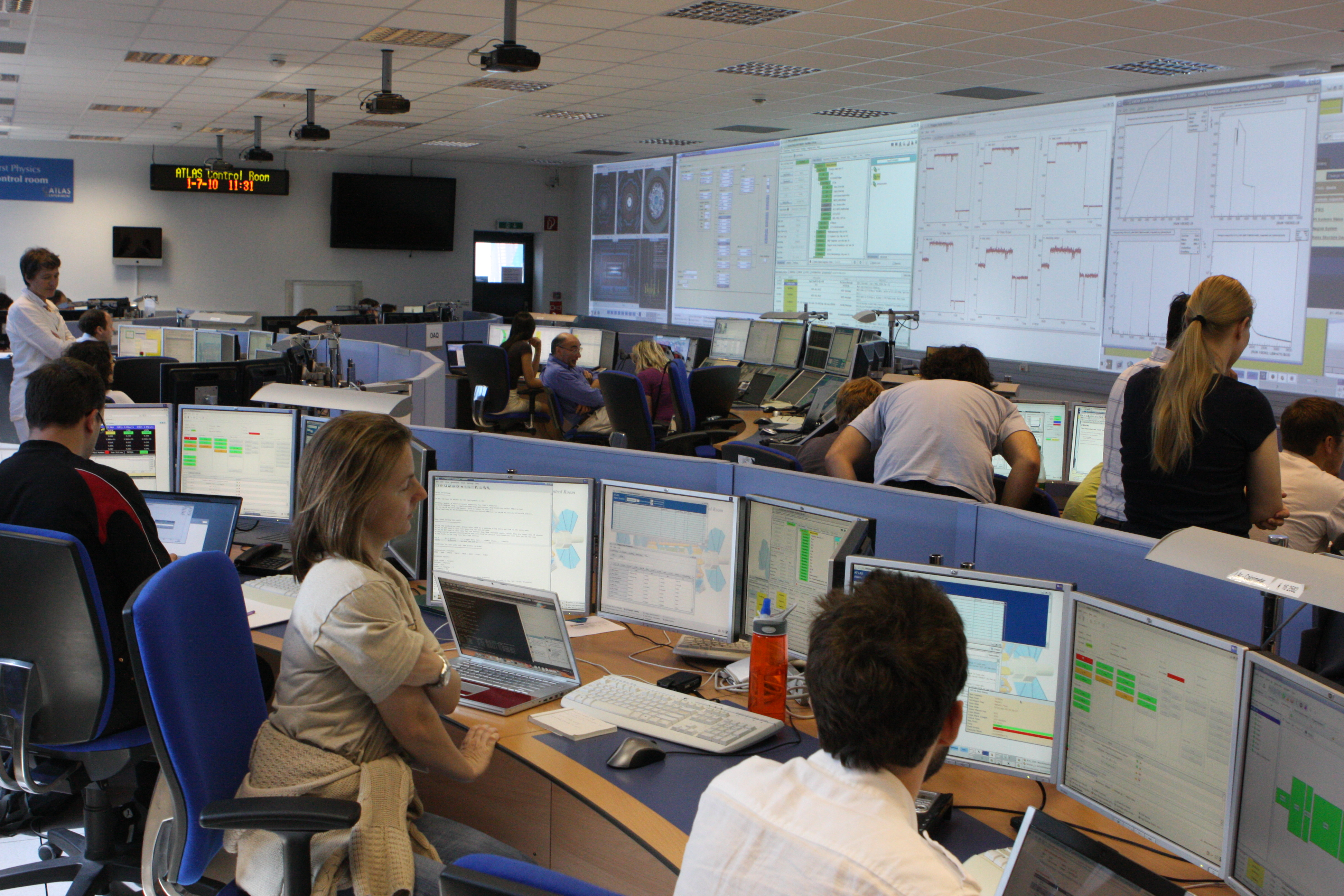
ATLAS-kontrollrummet 2010.